# Blepharis sol
Blepharis sol är en akantusväxtart som beskrevs av C. B. Cl.. Blepharis sol ingår i släktet Blepharis och familjen akantusväxter. Inga underarter finns listade i Catalogue of Life.